# Коробов, Вадим Константинович
Коробов Вадим Константинович (15 февраля 1927 год, Вологда — 12 апреля 1998 год, Москва) — советский военный моряк-подводник и военачальник, Герой Советского Союза (25.05.1976), адмирал (29.10.1987). Начальник штаба — первый заместитель командующего Северным флотом (1981—1986).

## Биография
Родился 15 февраля 1927 года в городе Вологде в семье служащего. Русский. В детские годы жил в Виноградовском районе Архангельской области, учился в Березниковской средней школе, с июля 1943 года — в Соловецкой школе юнг, с августа 1944 года — в Ленинградском военно-морском подготовительном училище Военно-Морского Флота.

Могила В. К. Коробова на Троекуровском кладбище Москвы.

В Военно-Морском Флоте с 1946 года. Окончил Высшее военно-морское училище имени М. В. Фрунзе в 1950 году. Член КПСС с 1953 года. Служил на дизельных подводных лодках Северного флота: командир БЧ-1 на ПО «С-19», с сентября 1953 — старший помощник командира «С-19», в феврале 1954 — старший помощник командира «Б-66», с февраля 1954 — старший помощник командира дизельной подводной лодки «Б-67» проекта 611. В составе экипажа этого корабля 16 сентября 1955 года принимал непосредственное участие в первом пуске советской баллистической ракеты морского базирования «Р-11ФМ».
С января 1957 года командовал дизельной подводной лодкой «С-146» проекта 613, на которой была успешно испытана первая советская морская крылатая ракета «П-5». С сентября 1959 по сентябрь 1961 года — командир ПЛ «Б-67», который стал первым советским подводным кораблём, вооружённым баллистическими ракетами и в ноябре 1960 года впервые произвёл стрельбу такими ракетами из подводного положения. Кроме того, в эти годы В. К. Коробов учился в Высших специальных офицерских классах подводного плавания и противолодочной обороны Учебный отряд подводного плавания и противолодочной обороны имени С. М. Кирова (окончил в 1953 году).
В 1964 году окончил Военно-морскую академию В июле 1964 года назначен командиром 345-го экипажа крейсерской подводной лодки, а в ноябре 1966 года — командиром атомной подводной лодки «К-33» проекта 658. В сентябре 1967 года впервые произвёл одновременную стрельбу боекомплектом из трёх баллистических ракет Р-21.
С октября 1968 года — начальник штаба — заместитель командира 31-й Краснознамённой дивизии подводных лодок Краснознамённого Северного флота. В августе 1971 года принимал участие в походе на Северный полюс на борту ракетного подводного крейсера стратегического назначения «К-411».
В 1972 году назначен командиром 19-й дивизией подводных лодок, с 1973 года — командир 41-й дивизией подводных лодок, в сентябре 1974 года был назначен на должность начальника штаба создаваемой в Гремихе 11-й флотилии подводных лодок Краснознамённого Северного флота.
В январе—апреле 1976 года возглавил тактическую группу, состоящую из двух подводных лодок РПКСН «К-171» проекта 667-б (командир — капитан 1-го ранга Э. Д. Ломов) и торпедной атомной подводной лодки «К-469» проекта 671 (командир — капитан 2-го ранга В. С. Урезченко, старший на борту капитан 1-го ранга В. Е. Соколов). В задачу этой группы входило — совершить переход без всплытия с Северного флота на Камчатку вокруг Южной Америки через пролив Дрейка, пересекая Атлантический и Тихий океаны. успешно завершила переход с Северного на Тихоокеанский флот южным путем вокруг мыса Горн. Находясь на борту стратегического крейсера «К-177», В. К. Коробов уверенно управлял тактической группой. За 80 суток подводного плавания группа прошла более 40 тысяч километров (что превышает длину экватора Земли), большей частью в подводном положении, и прибыла в пункт назначения на Камчатке.
За успешное выполнение заданий командования и проявленные при этом мужество и отвагу указом Президиума Верховного Совета СССР от 25 мая 1976 года контр-адмиралу Коробову Вадиму Константиновичу присвоено звание Героя Советского Союза с вручением ордена Ленина и медали «Золотая Звезда» (№ 11416).
27 октября 1976 года контр-адмиралу В. К. Коробову присвоено воинское звание «вице-адмирал», а в ноябре того же года он назначается командующим 11-й флотилией подводных лодок Краснознамённого Северного флота.
С июля 1981 года — начальник штаба — первый заместитель командующего Краснознамённым Северным флотом. С июня 1986 года — адмирал-инспектор Главной военной инспекции Министерства обороны СССР.
С июля 1989 года адмирал В. К. Коробов — в запасе. Жил в городе Москве, занимался научно-исследовательской работой, автор и соавтор ряда публикаций. Скончался 12 апреля 1998 года. Похоронен в Москве на Троекуровском кладбище (участок 4).

## Награды
- Герой Советского Союза (25.05.1976);
- орден Ленина (25.05.1976);
- орден Октябрьской Революции (4.12.1974);
- орден Красного Знамени (1982);
- орден Отечественной войны 1-й степени (11.03.1985);
- 2 ордена Красной Звезды (26.06.1959, 22.02.1968);
- медаль «За боевые заслуги» (5.11.1954);
- ряд других медалей СССР и РФ;
- Медаль «30-я годовщина Революционных Вооружённых сил Кубы» (Куба, 24.11.1986[9])

## Память
- Имя В. К. Коробова присвоено рабочему буксиру «РБ-331», работающему на реках Вологде, Сухоне, Кубенском озере.
- Именем Героя названа средняя школа в Березнике, в которой он учился (2020). На здании школы установлена мемориальная доска (2015)[10].

## Сочинения
- Мясников Е. В., Дьяков А. С., Коробов В. К. Утилизация подводных атомоходов. // Независимое военное обозрение. — 1997. — № 20. — С. 6.
- Мясников Е. В., Дьяков А. С., Коробов В. К. Утилизация атомных подводных лодок в США и России: сравнительный анализ. // Вопросы материаловедения. — 1997. — № 2. — C. 29-36.